# Шарін Леонід Васильович
Леонід Васильович Шарін (31 серпня 1934, місто Тобольськ, тепер Тюменської області, Російська Федерація — 30 липня 2014, місто Москва) — радянський діяч, 1-й секретар Владивостоцького міського комітету КПРС, 1-й секретар Амурського обласного комітету КПРС. Член ЦК КПРС у 1986—1990 роках. Депутат Верховної Ради Російської РФСР 10-го скликання. Депутат Верховної Ради СРСР 11-го скликання. Народний депутат СРСР у 1989—1991 роках.

## Життєпис
З 1952 року — курсант Далекосхідного вищого інженерно-морського училища в місті Владивостоці. Після закінчення училища працював старшим майстром ливарного цеху Владивостоцького заводу № 178 ВМФ СРСР.
У 1957 році закінчив відділення судноремонту судномеханічного факультету Владивостоцького вищого морехідного училища, здобув спеціальність інженера-механіка з ремонту та експлуатації суднових машин і механізмів.
У 1957—1960 роках — інженер-технолог, майстер, старший майстером Владивостоцького заводу № 178 ВМФ СРСР.
У 1960—1967 роках — старший майстер, заступник начальника планово-виробничого відділу Владивостоцького судноремонтного заводу Далекосхідного морського пароплавства.
Член КПРС з 1962 року.
У 1967—1969 роках — секретар партійного бюро Владивостоцького судноремонтного заводу Далекосхідного морського пароплавства.
У 1969—1970 роках — завідувач промислово-транспортного відділу Владивостоцького міського комітету КПРС.
У 1970—1972 роках — 1-й секретар Первомайського районного комітету КПРС міста Владивостока.
У 1972—1975 роках — 1-й секретар Совєтського районного комітету КПРС міста Владивостока.
У 1974 році закінчив заочно Хабаровську вищу партійну школу при ЦК КПРС.
У 1975—1979 роках — завідувач відділу оборонної промисловості Приморського крайового комітету КПРС.
У 1979—1983 роках — 1-й секретар Владивостоцького міського комітету КПРС.
У 1983—1984 роках — 2-й секретар Приморського крайового комітету КПРС.
У 1984—1985 роках — інспектор ЦК КПРС.
29 червня 1985 — 17 травня 1990 року — 1-й секретар Амурського обласного комітету КПРС.
У травні 1990 — вересні 1991 року — в.о. голови комітету Верховної ради СРСР з питань оборони і безпеки.
З 1991 року — персональний пенсіонер в Москві. У 1996—2014 роках — голова Ревізійної комісії Всеросійської організації ветеранів війни, праці, збройних сил та правоохоронних органів.
У 2000—2001 роках — радник губернатора Приморського краю з питань оборонної промисловості.
Помер 30 липня 2014 року в Москві.

## Звання
- капітан 1-го рангу

## Нагороди
- орден Трудового Червоного Прапора
- орден «Знак Пошани»
- медалі